# Devilman: Crybaby
Devilman Crybaby — аниме-адаптация манги автора Го Нагаи Devilman, выходившей в 1972—1973 годах. 15 марта 2017 года было объявлено, что Масааки Юаса совместно со сценаристом Итиро Окоути возьмутся за новую адаптацию манги Devilman. Лицензатором сериала стал Netflix, выложивший все серии в мировой доступ в один день, 5 января 2018 года.

## Сюжет
Когда-то, ещё до появления человечества, Земля находилась под властью демонов, своими сверхъестественными силами державшими в повиновении всех существ, живших на планете. Позднее демоны впали в многотысячелетнюю спячку, что позволило человечеству стать доминирующей на Земле расой. И вот древняя раса демонов просыпается и готовится вернуть своё владычество. Об этом узнаёт от своего лучшего друга Рё Асуки японский школьник Акира Фудо. Понимая, что люди не смогут на равных противостоять демонам с их сверхъестественными силами, Рё решает, что единственный способ спасти человечество — объединиться с демоном, что он и предлагает Акире. Преуспев в этом, Акира превращается в Человека-дьявола, обладающего силами демона, но сохранившего душу человека.

## Персонажи
Акира Фудо (яп. 不動 明 Фудо: Акира) — добрый и чрезмерно чувствительный японский школьник, который начинает плакать, когда видит что другим больно. Всегда заступался за слабых, даже зная, что может навредить себе. Влюблен в Мики Макимуру. После воссоединения со своим другом детства Рё он становится демоном. Перевоплощение Акиры дает ему некоторые черты личности Амона: мужество, хитрость и высокомерие демона, сохраняя при этом его умение сопереживать и человеческие качества. Только после понимания истинной личности и плана своего друга Рё Акира разорвал их дружеские отношения и вступил в схватку с сатаной в попытке спасти человечество, но погиб в финальной битве. Сэйю: Коки Утияма.
Рё Асука (яп. 飛鳥 了 Асука Рё) — вундеркинд, лучший друг Акиры. Рё превращает Акиру в демона, чтобы показать демонов миру. Холодный и расчетливый, Рё будет делать всё, что считает необходимым для достижения своих целей. Позже выясняется, что он является реинкарнацией сатаны, который намеревается уничтожить человечество и победить Бога. Утверждает, что сделал Акиру демоном, чтобы они могли жить в новом мире вместе. В конце сериала убивает и оплакивает лучшего друга, после чего на землю спускаются ангелы, чтобы сбросить временной цикл и повторить всё заново. Сэйю: Аюму Мурасэ.
Мики Макимура (яп. 牧村 美樹 Макимура Мики) — популярная модель и подруга детства Акиры, добросердечная девушка, которая заботится о нём. Она сильная и независимая, не боится высказывать своё мнение. Мики и её младший брат наполовину японцы по материнской линии и наполовину американские французы по отцовской. Сэйю: Мэгуми Хан.
Мики «Мико» Курода (яп. ミーコ/黒田 ミキ Ми:ко/Курода Мики) — одноклассница Акиры и Мики. Ненавидит Мики за лучшие результаты в спорте, из-за которых все стали звать Мики только Макимуру и забыли настоящее имя Куроды, называя Мико. Эти чувства в конечном итоге позволяют ей оставаться самой собой после одержимости демоном-пауком. Как демон, Мико стала достаточно уверенной в себе, чтобы свободно высказывать свое мнение, а также открыто обижаться на Мики. Позже она спасает жизнь Акиры после предательства Коды и её просят присмотреть за всеми в доме Макимуры. После того, как безумная толпа нападает на них, Мики и Мико пытаются убежать под покровом темноты, но их замечает группа вооруженных людей, которые открывают по ним огонь и преследуют. Сильно раненная выстрелами, Мико совершает самоубийство, пытаясь выиграть время для побега Мики. Сэйю — Ами Косимидзу.
Кодзи Нагасаки (яп. 長崎 光司 Нагасаки Кодзи) — неряшливый журналист, который завлекает школьниц на фотосессии в купальниках, чтобы зарабатывать себе этим на жизнь. Он надеется заманить на такую съёмку Мики. Снимает на видео обращение Акиры в Амона и хочет обнародовать отснятый материал, но его убивает Рё. Сэйю — Кэндзиро Цуда.
Сирена (яп. シレーヌ Сирэ:ну) — любовница Амона, демон-гарпия, которая жаждет мести Акире за подрыв сознания Амона, пытаясь соблазнить первого в надежде возродить Амона. Сэйю — Ацуко Танака.
Каим (яп. カイム Каиму) — партнер Сирены, расследует исчезновение Амона и узнаёт о силе Акиры. Он влюблен в Сирену и не боится признаться ей в этих чувствах, хотя она к нему равнодушна. В отличие от большинства демонов в армии сатаны, Каим спокоен и терпелив в большинстве ситуаций, поэтому он смотрит на других демонов свысока за отсутствие самоконтроля и ненасытную жажду крови. Сэйю — Рикия Кояма.
Моюру Кода (яп. 幸田 燃寛 Кода Моюру) — звезда бегового трека и полудемон, которого спас Акира. Он предает друзей и присоединяется к демонам. Сэйю — Дзюнъя Хирано.

## Медиа

### Аниме
Аниме-сериал Devilman Crybaby впервые был анонсирован в марте 2017 года. Премьера состоялась 5 января 2018 года в Netflix. Сценарий написал Итиро Окоути, съёмками руководил Масааки Юаса. В августе 2017 года было объявлено, что в аниме будет десять эпизодов.

### Список серий
| Номер эпизода | Название эпизода                                           | Дата выхода эпизода |
| ------------- | ---------------------------------------------------------- | ------------------- |
| 1             | Мне нужен ты /I Need You                                   | 5 января 2018       |
| 2             | Одной руки будет достаточно /One Hand Is Enough            | 5 января 2018       |
| 3             | Поверь мне! /Believe Me!                                   | 5 января 2018       |
| 4             | Иди сюда, Акира /Come, Akira                               | 5 января 2018       |
| 5             | Прекрасная Сирена /Beautiful Silene                        | 5 января 2018       |
| 6             | Ни демон, ни человек /Neither Demon Nor Human              | 5 января 2018       |
| 7             | Глупые люди, мудрые демоны /Weak Humans, Wise Demons       | 5 января 2018       |
| 8             | Я должен знать о себе /I Must Know Myself                  | 5 января 2018       |
| 9             | Отправляйтесь в ад, вы – смертные /Go to Hell, You Mortals | 5 января 2018       |
| 10            | Плакса /Crybaby                                            | 5 января 2018       |

### Комментарии
1. ↑  Оригинальные названия эпизодов взяты с сайта Crunchyroll.